# منشية خان الشيح
منشية خان الشيح قرية سورية تقع في محافظة ريف دمشق، وتتبع إدارياً لمنطقة قطنا، ناحية قرى مركز قطنا.
أطلقت تسميتها نسبة لخان قديم فيها.